# DM Девы
DM Девы (лат. DM Virginis), HD 123423 — тройная звезда в созвездии Девы на расстоянии приблизительно 610 световых лет (около 187 парсек) от Солнца. Возраст звезды определён как около 1,832 млрд лет.
Пара первого и второго компонентов — двойная затменная переменная звезда типа Алголя (EA). Визуальная звёздная величина звезды — от +9,5m до +8,75m. Орбитальный период — около 4,6694 суток.
Открыта В. Штромайером, Р. Книгге и Х. Оттом в 1964 году*.

## Характеристики
Первый компонент — жёлто-белая звезда спектрального класса F5V, или F5, или F6IV, или F6, или F7V. Масса — около 1,454 солнечной, радиус — около 1,764 солнечного, светимость — около 4,989 солнечной. Эффективная температура — около 6514 K.
Второй компонент — жёлто-белая звезда спектрального класса F6IV, или F6, или F7V. Масса — около 1,448 солнечной, радиус — около 1,764 солнечного, светимость — около 4,989 солнечной. Эффективная температура — около 6485 K.
Третий компонент — коричневый карлик. Масса — около 23,07 юпитерианской. Удалён в среднем на 1,784 а.е..